# Pietra di Bismantova
A Pietra di Bismantova é uma montanha de 1.041 metros de altitude no Apenino Reggiano. Localizada na comuna de Castelnovo ne' Monti,  na província de Régio da Emília, isolada nas montanhas dos Apeninos, com características semelhantes às de um planalto estreito cercado por relevos íngremes. Sua localização situa-se na Itália.
A área é classificada como Sítio de Interesse Comunitário (código IT4030008) da rede Natura 2000 e parte do território de Parque Nacional dos Apeninos Toscano-Emilianos.

## Pietra di Bismantova (Análise Nominal)
Existem várias hipóteses sobre as origens do nome "Bismantova".
A etimologia poderia estar relacionada com o papel que a montanha tinha na antiguidade. Uma hipótese remonta a civilização etrusca e a palavra tae (altar para sacrifícios). Também remete a uma expressão de um antigo culto lunar de uma origem celta. A palavra Vismentua virou Bismentua ou Bismantua na língua popular.
No século V d.C. a região se tornou uma instalação militar dos bizantinos, conhecida como Kastron Bismanto ou Castrum Bismantum. O castelo Bismantour  é mencionado pela primeira vez em um diário de 628.
Em outro documento de 1062, é mencionado pela primeira vez pelo nome de Pietra de Bismanto.
A peça Divina Comédia, escrita no século XIV por Dante Alighieri (Purgatório/Canto IV/Purgatório, IV, 26), inclui uma parte que acontece na região do Bismantova. 